# Bartolomé González Soltero
Bartolomé González Soltero (1580–1650) foi um prelado católico romano que serviu como bispo de Santiago da Guatemala (1641–1650).

## Biografia
Bartolomé González Soltero nasceu no México em 1580. No dia 1 de julho de 1641, foi nomeado bispo de Santiago da Guatemala durante o papado do Papa Urbano VIII. A 5 de julho de 1643, foi consagrado bispo por Bartolomé de Benavente y Benavides, bispo de Antequera, em Antequera. Serviu como Bispo de Santiago da Guatemala até à sua morte a 25 de fevereiro de 1650.